# イダ (小惑星)
イダ またはアイーダ またはアイダ (243 Ida) は、太陽系の小惑星のひとつ。コロニス族に属する。1884年9月29日にオーストリアの天文家ヨハン・パリサによって発見された。英語読みではアイーダとなる。
名はギリシア神話に登場する、幼少のゼウスを育てたニンフの一人でアドラステイアの妹イーデーに由来する（イデはクレタ島にある山の名前でもある）。
1993年8月28日、木星探査機ガリレオがイダの近くを通過し、観測を行った（最接近時の距離は10,500 km）。この時に撮影された写真によって直径1.4 kmの小さな衛星（ダクティル）を持つことが発見された。
また、イダは二重小惑星であることが初めて確認された小惑星である。
MUSES-C（はやぶさ）後継機の探査対象候補として検討されたこともある。

## 地名
探査機ガリレオの観測によって、イダの表面には3つのレジオ（領域、平坦な広い地形）、1つのドルスム（峰）、多数のクレーターが発見された。
レジオはヨハン・パリサと彼が多くの小惑星を発見した場所に因んでパリサ・レジオ、ポーラ・レジオ（現クロアチア領プーラ）、ヴィエナ・レジオ（ウィーンの別名）と名付けられた。ドルスムはガリレオ運用チームの一人であったティム・タウンゼントに因んでタウンゼント・ドルスム（タウンゼント山、タウンゼント峰）と名付けられた。クレーターは世界各地の洞窟から名付けられた。

## 衛星
探査機ガリレオによって発見された衛星にはS/1993 (243) 1という仮符号が与えられ、後にイデ山に住む妖精ダクティーリにちなみ、ダクティル ((243) Ida I Dactyl) と名づけられた。小惑星の衛星が直接確認されたのはこれが初めてである。
イダがどのようにしてダクティルを持つにいたったかには主に二つの説がある。ひとつは、イダに別の小天体が衝突した時にはじき出された破片がダクティルを形成したという説、もうひとつは、十億年以上前にイダとダクティルが対で形成したという説である。いずれの説も決定的な証拠は見つかっていない。ダクティルの発見以降、小惑星が衛星を持つことは珍しくないと考える研究者が増えている。

## ギャラリー
- 木星探査機ガリレオの経路上の小惑星イダ
- 木星探査機ガリレオから観測された小惑星イダ